# Ghiacciaio Nursery
Il ghiacciaio Nursery è uno ghiacciaio lungo circa 37 km situato nella regione meridionale della Terra di Oates, nell'Antartide orientale. Il ghiacciaio, il cui punto più alto si trova a circa 1000 m s.l.m., si trova sulla costa di Shackleton e ha origine dal versante meridionale della sella Skinner, da cui fluisce verso sud scorrendo lungo il versante occidentale dei colli Darley, per poi svoltare verso sud-est e andare ad alimentare con il proprio flusso, a cui nel frattempo si sono uniti quelli di diversi altri ghiacciai tra cui il Silk e il Jorda, la barriera di Ross, a sud di capo Parr.

## Storia
Il ghiacciaio Nursery fu così battezzato dai membri della spedizione neozelandese di esplorazione antartica svolta nel periodo 1959-60 in riferimento a una nursery, ossia a un asilo-nido, poiché una cucciolata di Siberian Husky nacque proprio mentre la spedizione stava facendo sosta sul ghiacciaio.